# ヴィリアミ・レア
ヴィリアミ・レア（Viliami Lea、2000年9月30日 - ）は、ラグビー選手。

## プロフィール
- オーストラリア出身。
- ポジションはウィング(WTB)、センター(CTB)。
- 身長 178cm、体重 108kg

## 略歴
イプスウィッチ・グラマー・ハイスクール卒業後、ワリンガーRC
を経て、2021年、九州電力キューデンヴォルテクスに加入。
2022年4月24日に行われたJAPAN RUGBY LEAGUE ONE順位決定戦第1節中国電力レッドレグリオンズ戦にて先発出場で日本での公式戦初出場を果たした。
2023年、トヨタヴェルブリッツに加入。
2024年、家庭の事情でトヨタヴェルブリッツを退団した。